# 博学者

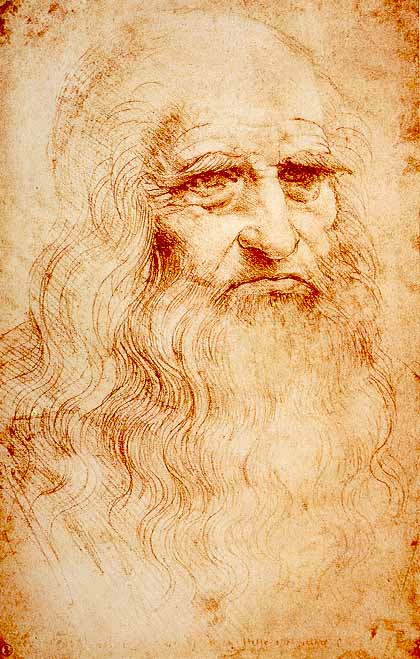
レオナルド・ダ・ヴィンチは、典型的なルネサンス人もしくは博学者と見なされている。

博学者（はくがくしゃ、英: polymath、ポリマス、博識家とも）は、西洋の伝統的な称号の一つ。様々な事柄や分野に通じていて、優れた学識を持った人のこと。言い換えれば、知識が百科事典並み、多様、広範囲な人。特にルネサンス期に理想的な人格とされた。
語源はギリシャ語の「ポリュマテース」(πολυμαθής, polymathēs) であり、「多い」(πολυ) と「学ぶ」(μαθ-) の合成語である。

## 関連する用語
関連する用語として「ルネサンス人」(英語: Renaissance man) がある（この用語は20世紀初めに始めて英語で記録された）。また、「普遍人」「万能人」(羅: homo universalis, 伊: uomo universale, 英: universal person; universal man) ともいい、特定の狭い分野だけに才能を発揮する「異才人」(伊: uomo singolare) と対比される。
今日、誰かがルネサンス人と呼ばれた時は、ただ様々な分野での広い好奇心や表面的な知識だけを持っているのでは無く、（少なくともいくつかの）分野で知識がより深く、熟練しているか、完成されている。専門家の業績の熟練度に匹敵するレベルである。
erudite（博識者、碩学）は、antiquarian（好古家）と共に、19世紀以降の近代的な歴史学者の前身に当るものとして西洋史学史に触れられることがある。

## ルネサンスの理想
著名な博学者の多くは、ヨーロッパのルネサンス時代に活動した。そして、教育の方法は典型的なヒューマニズムの考えが典型的だった。この時代の紳士や廷臣は、幾つかの言語を話し、楽器を演奏し、小説を書くなどの充足が期待されていた。
ルネサンス時代、バルダッサーレ・カスティリオーネは著書『宮廷人』(Il libro del Cortegiano)で、博学者になるためのガイドを記している。

## 有名な欧州の博学者
- ヨハン・ヴォルフガング・フォン・ゲーテ：「ドイツの最も優れた文学者、詩人、批評家、劇作家、小説家で地球上の最後の博学者である」[12]

- ゴットフリート・ライプニッツ：「ライプニッツは、理想的な言語、機械時計、鉱山機械だけでなく、物理学、論理学、歴史学、図書館員職、哲学、神学の多くの範囲で貢献をした博識家であった」[13]

- レオナルド・ダ・ヴィンチ：「巨大な博識家…。 画家、彫刻家、エンジニア、天文学者、解剖学者、生物学者、地質学者、物理学者、建築家、哲学者、人文主義者（ユマニスト）」[14]

- アリストテレス：「彼は、注目に値する博識家であった。彼は論理学、形而上学、自然科学（すべての生物学以上の）、心理学、倫理学、文芸批評…の主だった貢献をした」[15]

- イマヌエル・カント：「…すなはち、数学、物理学、自然地理学、鉱物学、教育学、人間学、自然法、自然神学、哲学概論、哲学史、論理学、形而上学、道徳哲学。まさに博識の人だった」[16]

- レオン・バッティスタ・アルベルティ：「しばしばルネッサンス博識家の原型であると思われる」[17]

- サミュエル・テイラー・コールリッジ：「コールリッジは、どんな思索家よりも、普遍的な知識が無敵であり間違いなく博識家であった」"[18]

- ベンジャミン・フランクリン：「知的な究極のクレオール…。啓蒙スタイルの正真正銘の博識家、彼は、政治と文学と同様、自然科学の研究によって大西洋の両側において著名になった」[19]

- アレクサンダー・フォン・フンボルト：「アレクサンダー・フォン・フンボルト、プロイセン人の博識家」[20]

- トーマス・ジェファーソン：「トーマス・ジェファーソン(1743-1826). 博学者で三代アメリカ大統領である」[21]

- アタナシウス・キルヒャー：「博学者の一人。彼は様々な対象――音楽、エジプト学、 中国学、植物学、磁気を含む――を研究した」[22];

- ミハイル・ロモノーソフ：「ロモノーソフは正真正銘の博識家 - 物理学者、化学者、自然科学者、詩人でマルチリンガル...であった」[23]

- ジョン・フォン・ノイマン："「人類は、しばしばフォン・ノイマンのような博識家を生み出せない。その時、人類の歴史で最大の危機の中心に彼を据え置いたのである」"[24]

- ブレーズ・パスカル：「フランスの博学者ブーレーズ・パスカルは...」[25]

- リチャード・ポズナー：「リチャード・ポスナーは博識家でワンマンのシンクタンク、常に前の列に座って、そして教師の質問の答えを知っていた子供の大人バージョンである。[26]

- ホセ・リサール：「ホセ・リサール、フィリピンの独立の父親として有名な19世紀の博識家...」"[27]

- ハーバート・サイモン：「サイモンは心理学とコンピュータ・サイエンス、科学の哲学における仕事で有名な非常に著名な博識家で、人工知能のリーダーである。経済学でのノーベル賞を受賞した。」"[28]

- ハーバート・ジョージ・ウェルズ：「50年前に英国の博識家とアマチュア歴史家は...」[29]